# Erygia usta
Erygia usta är en fjärilsart som beskrevs av Walker 1865. Erygia usta ingår i släktet Erygia och familjen nattflyn. Inga underarter finns listade i Catalogue of Life.